# Folket på Högbogården
Folket på Högbogården är en svensk svartvit film från 1939 i regi av Arne Weel. I rollerna ses bland andra John Ekman, Linnéa Hillberg och Annalisa Ericson.

## Om filmen
Filmens förlaga var pjäsen Livet paa Hegnsgaard av Jeppe Aakjær, vilken hade uruppförts 29 september 1907 på Århus Teater i Danmark. Weel hade1938 regisserat en dansk film baserad på pjäsen och den danska filmen kom även att ligga till grund för svenska Folket på Högbogården. Manuset till den svenska filmen skrevs av Ragnar Holmström och Karl Andersson agerade fotograf under inspelningen, som ägde rum 1939 i ASA-ateljéerna och i Gränna. Filmen premiärvisades 9 oktober 1939 på flera biografer i Stockholm.

## Handling
Den elake bonden Ola Berg regerar över Högbogården och lever ett kärlekslöst förhållande med sin hustru Karin.

## Rollista
- John Ekman – Ola Berg på Högbogården
- Linnéa Hillberg – Karin Berg, Olas hustru
- Annalisa Ericson – Greta, Ola och Karins dotter
- Bodil Kåge – Greta som barn
- Peter Höglund – Arne Andersson, dräng
- Ragnar Planthaber	– Arne som barn
- Carl Ström – Per Sjövall, målare
- Hilda Borgström – Per Sjövalls hustru
- John Melin – Mats Wilhelmsson, krögare
- Ivar Kåge	– herr Nelson
- Wiktor "Kulörten" Andersson – dräng
- Carl Browallius – undantagsgubbe
- Nils Kihlberg – en man
- Oscar Ljung – frikyrkopredikant
- Tekla Sjöblom – en kvinna
- Knut Frankman – hemmansägare

Ej identifierade roller
- Benkt-Åke Benktsson
- Birgitta Valberg
- Tom Olsson

### Fotnoter
1. 1 2 3  ”Folket på Högbogården”. Svensk Filmdatabas. http://sfi.se/sv/svensk-filmdatabas/Item/?itemid=3888&type=MOVIE&iv=Basic&ref=/templates/SwedishFilmSearchResult.aspx?id%3d1225%26epslanguage%3dsv%26searchword%3dH%C3%B6gbog%C3%A5rden%26type%3dMovieTitle%26match%3dContain%26page%3d1%26prom%3dFalse. Läst 21 april 2013.